# Zangherella
Zangherella là một chi nhện trong họ Anapidae.